# جان اس. فستر جونیور
جان اس. فستر جونیور (انگلیسی: John S. Foster Jr.؛ زادهٔ ۱۸ سپتامبر ۱۹۲۲) یک فیزیک‌دان آمریکایی است که به عنوان چهارمین مدیر آزمایشگاه ملی لارنس لیورمور و رئیس، تحقیقات دفاعی و مهندسی تحت چهار وزیر دفاع و دو رئیس‌جمهور ایالات متحده آمریکا شناخته می‌شود.

## زندگی‌نامه
فستر در ۱۸ سپتامبر ۱۹۲۲ در نیوهیون متولد شد. او مدرک دکترای خود را در سال ۱۹۴۸ از دانشگاه مک‌گیل، جایی که پدرش، فیزیکدان کانادایی جان استوارت فستر، یک عضو هیئت علمی آن بود دریافت کرد. او دکترای خود را در رشته فیزیک از دانشگاه کالیفرنیا، برکلی در ۱۹۵۲ دریافت کرد، در حالی که به عنوان یکی از کارکنان آزمایشگاه ملی لارنس لیورمور دانشگاه در کالیفرنیا خدمت می‌کرد. در سال ۱۹۷۹ او دکترای افتخاری علوم را از دانشگاه میزوری دریافت کرد.